# Dom Maggio
Dom Maggio (23 de abril de 1992) es un jugador estadounidense de fútbol americano que juega en la posición de Punter y actualmente es agente libre. Jugó al fútbol americano universitario en la Universidad de Wake Forest. Fue reclutado por los Atlanta Falcons como jugador agente libre no drafteado.

## Primeros años
Dom Maggio nació en Baltimore donde estudió en el The Boys’ Latin School of Maryland, jugando en el equipo de fútbol americano como quarterback, kicker y punter. Su padre Kirk Maggio también fue un punter de UCLA drafteado por los Green Bay Packers y jugó en la World League. Le enseñó desde pequeño a su hijo como patear la pelota.

## Carrera Universitaria
Dom Maggio fue reclutado por la Universidad de Wake Forest. Jugó como punter desde 2016 hasta 2019 contabilizando 50 partidos, 291 despejes, 12703 yardas sumadas y 43.7 de media por despeje.
En 2016 Maggio logró posicionarse cuarto en número de despejes y yardas totales y octavo en la media de los despejes de la Atlantic Coast Conference.
En 2017 logró de nuevo posicionarse en el cuarto puesto en número de despejes, tercero en yardas totales y cuarto en yardas medias de la ACC.
En 2018 logró posicionarse en el segundo puesto en despejes y yardas totales y séptimo en yardas medias de la  ACC. Pero también irrumpió en los rankings nacionales posicionándose en el séptimo lugar en número de despejes y octavo en yardas totales de la NCAA.
En 2019 logra el segundo puesto en número de despejes, yardas totales y yardas medias de la ACC. También de nuevo irrumpió en los rankings nacionales posicionándose como el octavo jugador con más despejes, el segundo con más yardas totales y el séptimo en yardas medias de la NCAA.

### Estadísticas
| Año                  | Equipo               | Juegos | Despejando | Despejando     | Despejando |
| Año                  | Equipo               | Juegos | Despejes   | Yardas Totales | Media      |
| -------------------- | -------------------- | ------ | ---------- | -------------- | ---------- |
| 2016                 | Wake Forest          | 11     | 72         | 3026           | 42         |
| 2017                 | Wake Forest          | 13     | 68         | 2996           | 44.1       |
| 2018                 | Wake Forest          | 13     | 77         | 3217           | 41.8       |
| 2019                 | Wake Forest          | 13     | 74         | 3464           | 46.8       |
| Total (4 temporadas) | Total (4 temporadas) | 50     | 291        | 12703          | 43.7       |

## Carrera en la NFL
Maggio no fue elegido por ninguno de los 32 equipos de la NFL en el Draft de la NFL de 2020. No obstante el 5 de mayo de 2020 Maggio firmó con el equipo de su ciudad natal, los Baltimore Ravens como jugador agente libre no drafteado. Competirá en la posición con el veterano Sam Koch, ganador del Super Bowl XLVII, una vez elegido al Pro Bowl y segunda selección All-Pro.